# Bogusław Radziwiłł

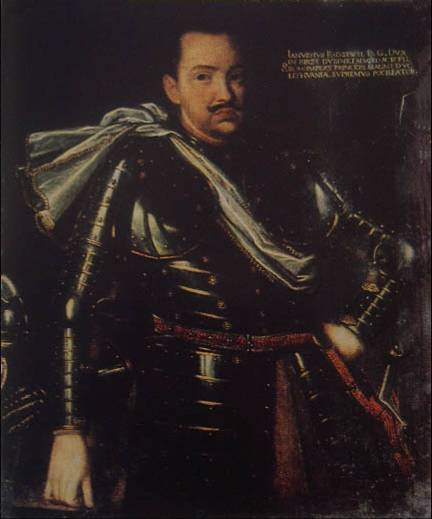
Janusz Radziwiłł, kasztelan wileński, ojciec Bogusława Radziwiłła

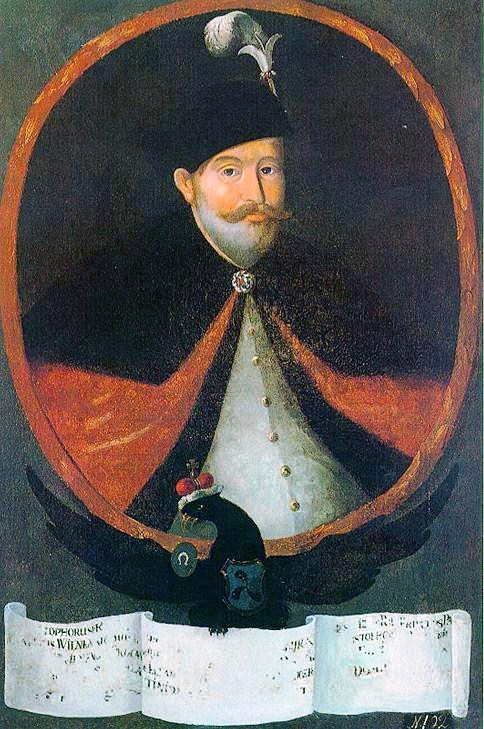
Krzysztof Radziwiłł, hetman wielki litewski, stryj, opiekun i wychowawca młodego Bogusława Radziwiłła

Bogusław Radziwiłł herbu Trąby (ur. 3 maja 1620 w Gdańsku, zm. 31 grudnia 1669 pod Królewcem) – książę Świętego Cesarstwa Rzymskiego, wielokrotny poseł na Sejm Rzeczypospolitej, starosta barski, koniuszy wielki litewski od 1646, chorąży wielki litewski od 1638, feldmarszałek szwedzki, generalny namiestnik Prus Książęcych w latach 1657–1669.
Ostatni męski przedstawiciel kalwińskiej linii Radziwiłłów na Birżach i Dubinkach. Prawnuk Mikołaja Radziwiłła Rudego. Syn Janusza Radziwiłła, kasztelana wileńskiego, i Elżbiety Zofii Hohenzollern, córki margrabiego-elektora brandenburskiego Jana Jerzego Hohenzollerna. Brat przyrodni księcia sasko-lauenburskiego Franciszka Erdmanna.
Postać kontrowersyjna: z jednej strony określany jest jako zdrajca I Rzeczypospolitej i magnat dbający wyłącznie o swoje prywatne interesy i majątki, z drugiej strony uważany za patriotę chcącego ocalić Wielkie Księstwo Litewskie przed władzą carów Rosji. Protektor protestantyzmu na Litwie i Podlasiu. Jeden z najbogatszych i najbardziej wpływowych przedstawicieli rodu Radziwiłłów w XVII wieku.
We współczesnej kulturze popularnej Bogusław Radziwiłł znany jest przede wszystkim jako postać z XIX-wiecznej powieści historycznej Potop Henryka Sienkiewicza oraz jako czarny charakter z filmu fabularnego Potop w reżyserii Jerzego Hoffmana, w którym w jego postać wcielił się Leszek Teleszyński.

## Życiorys

### Dzieciństwo oraz młodość
Bogusław Radziwiłł przyszedł na świat w niedzielę nad ranem 3 maja 1620 w Gdańsku, w kamienicy, którą jego ojciec wynajmował od burmistrza Jana van der Linde. Ojcem chrzestnym niemowlęcia per procura został elektor palatyn reński i król Czech Fryderyk V, Król Zimowy. Chrztu udzielił pastor kalwiński Georgius Pauli (1586-1650), lider kalwińskiego duchowieństwa w Gdańsku. Kilka miesięcy po narodzinach syna Janusz Radziwiłł zmarł i aktem ostatniej woli zobowiązał do opieki nad swoimi dziećmi swojego brata Krzysztofa Radziwiłła. W testamencie Janusz Radziwiłł nakazał, żeby Bogusław został wychowany w duchu ewangelickim w postronnych szkołach i gimnazjach, z dala od kolegiów katolickich. Zabronił synowi wyjazdów do Włoch i Hiszpanii, aż do momentu osiągnięcia pełnoletniości, a także zalecał wytrwanie do końca życia w protestantyzmie. Na przełomie 1620 i 1621 kilkumiesięczny Bogusław Radziwiłł przyjechał wraz z matką do Wilna, gdzie odbywały się uroczystości pogrzebowe Janusza Radziwiłła. Opiekę nad jego wychowaniem sprawował wówczas wyznaczony do tego dworzanin Radziwiłłów, Daniel Naborowski. Pod koniec lutego 1621 dwór księżnej Elżbiety Zofii wyjechał z Litwy i dotarł do Królewca, a następnie przeniósł się do Elbląga, żeby ponownie powrócić do Gdańska. Przez pierwsze dwa lata życia Bogusław Radziwiłł wychowywał się w Gdańsku i w majątku pomorskim w Smołdzinie.
W 1623 matka wywiozła syna do Lichtenberga we Frankonii, co stanowiło pogwałcenie umów zawartych z prawnym opiekunem Bogusława. Krzysztof Radziwiłł interweniował i Elżbieta Zofia, wówczas już żona księcia sasko-lauenburskiego Juliusza Henryka, wróciła z dziećmi przez Czechy do Polski. W 1628 młody Bogusław Radziwiłł został przedstawiony królowi Zygmuntowi III Wazie. Z Warszawy przez Sielec, Bielice, Jaszuny Bogusław wraz z rodziną przybył do Wilna, gdzie 22 sierpnia 1628 został oddany pod opiekę stryja, Krzysztofa Radziwiłła, a na jego życzenie przekazany na wychowanie ciotce, Annie z Kiszków Radziwiłłowej. W tym czasie przebywał w jej majątku w Dolatyczach. Jego nauczycielem został pastor Paweł Demitrowicz. W grudniu 1628 Daniel Naborowski przywiózł Bogusława do Kiejdan z uwagi na zagrożenie epidemią na Polesiu. Nauczycielami młodego księcia zostali w tym czasie pastor Krzysztof Minwid i dyrektor miejscowej szkoły zborowej Jan Domazovius. W grudniu 1629 Bogusław Radziwiłł opuścił Kiejdany i wrócił na wychowanie do ciotki. W 1631 Bogusław wraz ze stryjem brał w Warszawie udział w obradach Sejmu, podczas których pozwolono mu zabrać głos w obecności króla. W latach 1633–1634 powrócił na nauki do Wilna, później przeniósł się ponownie do Kiejdan. W 1635, podczas toczącej się wojny polsko-szwedzkiej, Bogusław Radziwiłł został zabrany przez Krzysztofa Radziwiłła do Inflant. Podczas pobytu na wojnie uczestniczył w życiu obozowym wojska. W listopadzie 1635 Bogusław przyjechał do Birż, gdzie został uczniem architekta fortyfikacji twierdzy, Grzegorza Pirkena. 5 marca 1636 młody Radziwiłł wyjechał do Wilna i został dworzaninem Władysława IV Wazy. W związku z tym wydarzeniem sprawowana nad nim kuratela Krzysztofa Radziwiłła została zdjęta i rozpoczęła się samodzielna kariera księcia. Na początku drogi politycznej otrzymał starostwo poszyrwinckie.
W Toruniu uczestniczył w pogrzebie Anny Wazówny. W tym samym roku został posłem na Sejm, z wyboru sejmiku oszmiańskiego. W 1637 po pobycie w Warszawie wyjechał do Birż, a później na studia zagraniczne.
Poseł na sejm zwyczajny 1637 roku, sejm 1645 roku.

### Podróże zagraniczne
W podróży zagranicznej towarzyszył Radziwiłłowi przez cały czas orszak poddanych z dworzaninem Samuelem Puciatą na czele. W drodze do Groningen Bogusław Radziwiłł odwiedził Szczecin i Berlin. Po przybyciu do Niderlandów w grudniu 1637 zapisał się na miejscowe uczelnie. Nie zagrzał tam jednak długo miejsca i w następnym roku wyjechał do Utrechtu, aby zaciągnąć się na służbę u księcia orańskiego Fryderyka Henryka. Brał udział w oblężeniu Bredy i Venlo. Szybko zrezygnował jednak z życia wojskowego, wolał bowiem podróżować i zwiedzać Europę. W październiku 1638 Bogusław wrócił na przerwane studia i zapisał się na Uniwersytet w Utrechcie. W tym samym czasie dzięki zabiegom stryja Krzysztofa i brata stryjecznego Janusza otrzymał na Litwie urząd chorążego Wielkiego Księstwa Litewskiego.
Pod koniec roku Bogusław Radziwiłł wyjechał do Francji. 16 stycznia 1639 przybył do Paryża na chrzciny delfina Ludwika. Uzyskał audiencję u Ludwika XIII i podjął się sprawy polepszenia losu uwięzionego w niewoli francuskiej królewicza Jana Kazimierza Wazy.
Później zwiedzał południową Francję. Na wiadomość o szykującym się oblężeniu Antwerpii postanowił w nim uczestniczyć. Dotarł do Calais i wsiadł na statek. Sztorm na kanale La Manche przekreślił jednak plany jego dalszej podróży do Holandii. Udał się więc w podróż do Londynu, gdzie uzyskał audiencję u króla Anglii, Karola I Stuarta.
W połowie października 1639 Bogusław Radziwiłł ponownie przyjechał do Holandii i zamieszkał w Hadze. Na prośbę Jana Kazimierza udał się na spotkanie z nim drogą okrężną przez Anglię do Francji. W Paryżu spotkał się z uwolnionym z niewoli królewiczem. W maju 1640 Radziwiłł brał udział w walkach we Flandrii po stronie Niderlandów. Na wieść o śmierci stryja Krzysztofa przybył jednak natychmiast (w 1641) na Litwę, aby uczestniczyć w pogrzebie krewnego w Wiżunach. Następnie po załatwieniu spraw spadkowych objeżdżał dobra rodzinne, załatwiał sprawy majątkowe i spotkał się z królem Władysławem IV. W lipcu 1641 odwiedził kuzyna Janusza Radziwiłła, który uczynił go spadkobiercą na wypadek niespodziewanej śmierci. W tym samym roku Bogusław Radziwiłł wrócił do Holandii i udał się pod twierdzę Gennep. Nie uczestniczył jednak w oblężeniu, gdyż skończyło się ono tuż przed jego przybyciem. Zimę spędził więc bezczynnie, bawiąc w miastach niderlandzkich i francuskich.
W 1642 ponownie wyruszył na wojnę z Hiszpanią pod komendą księcia orańskiego Fryderyka Henryka. W 1643 w Saint-Denis Bogusław Radziwiłł brał udział w uroczystościach pogrzebowych Ludwika XIII. W czasie pobytu w Paryżu królowa francuska Anna Austriaczka oraz kardynał Mazarini próbowali wyswatać go z jedną z dwórek królewskich. Przedstawiona mu hugenocka księżna Małgorzata de Rohan wzgardziła nim jednak i poślubiła kogoś innego. Zadłużony Bogusław Radziwiłł opuścił Francję w 1644 i udał się do Brukseli, gdzie dla pokrycia długów wyprzedał rodowe srebra.
Po pobycie w Niderlandach wrócił do Rzeczypospolitej. Otrzymał od króla urząd krajczego litewskiego, jednak z niego zrezygnował. 28 kwietnia 1646 przyjął natomiast funkcję koniuszego Wielkiego Księstwa Litewskiego. W 1645 był gościem na weselu Janusza Radziwiłła i Marii, córki hospodara mołdawskiego Bazylego Lupuli. W 1646 Bogusław Radziwiłł wplątał się w sprawę paszkwilu swojego sługi, Jankowskiego (która groziła karą za zbrodnię przeciwko majestatowi, crimen laesae maiestatis, i była związana z przyszłym ślubem króla Władysława IV z Ludwiką Marią Gonzagą de Nevers). Przed rozpatrzeniem sądowym incydentu uratowała go ucieczka z Rzeczypospolitej, a także zawarcie z dworem ugody przez jego pełnomocników.
Bogusław Radziwiłł przybył do Paryża, gdzie przyłączył się do poselstwa Jana Sobiepana Zamoyskiego. Jako poseł poznał przyszłą monarchinię Ludwikę Marię Gonzagę. Towarzyszył jej następnie w podróży do Brukseli. W Belgii opuścił jednak orszak księżnej mantuańskiej i próbował jeszcze raz wziąć udział w wojnie w Niderlandach. Wracając do Paryża, został aresztowany pod zarzutem szpiegostwa i przemytu. Trafił jako francuski więzień do twierdzy Rocroy, skąd został jednak szybko zwolniony. Ponownie udał się do Holandii, gdzie spotkał braci Jana i Marka Sobieskich.
Po niedługim czasie znowu przybył do Francji. Za próbę pojedynku z hr. de Rieux Bogusław Radziwiłł znalazł się na jeden dzień w Bastylii. Po uwolnieniu ponownie wystąpił z prośbą do królowej francuskiej o znalezienie mu żony na dworze. Kolejną kandydatką na narzeczoną Bogusława Radziwiłła została Charlotte de la Force. I ta jednak odrzuciła jego zaręczyny. Radziwiłł był w tym czasie zaangażowany w romans ze starszą od siebie księżną de Cantecroix, Beatrycze. Po nieudanych próbach matrymonialnych kardynał Mazarini zaproponował mu służbę wojskową. Bogusław Radziwiłł wstąpił do armii francuskiej jako pułkownik wojsk zaciężnych. Szybko porzucił jednak tę profesję, mimo że była bardzo dochodowa. Nagliły go bowiem sprawy w Rzeczypospolitej, gdzie wybuchło powstanie Chmielnickiego. Innym powodem, dla którego wyjechał z Francji i Holandii, były niespłacone długi, których nie zamierzał uregulować. Do Rzeczypospolitej przyjechał na elekcję w 1648. Popierał na niej kandydaturę Jana Kazimierza Wazy. Podpisał pacta conventa Jana II Kazimierza Wazy w 1648 roku.

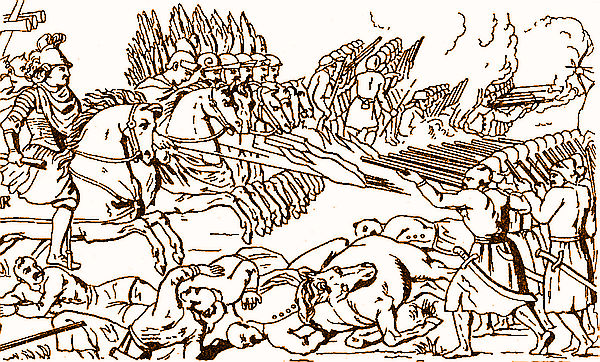
Bitwa pod Beresteczkiem, w której Bogusław Radziwiłł dowodził wojskami cudzoziemskimi

### Powstanie Chmielnickiego
Po powrocie do kraju w 1648 Bogusław Radziwiłł przebywał w swoich dobrach na Podlasiu, rezydował w Starej Wsi. Zorganizował chorągiew husarską i piechotę cudzoziemską. Zaangażował się w działalność polityczną. Jego zabiegi były przyczyną unieważnienia sejmiku w Brześciu, głosującego na korzyść Sapiehów. W 1649 wyjechał do Krakowa na koronację Jana II Kazimierza Wazy. Poseł na sejm koronacyjny 1649 roku. Na sejmie koronacyjnym Bogusław Radziwiłł otrzymał godność generała gwardii królewskiej. Nowo utworzony urząd łączył się z nadaniami królewszczyzn: starostwa oszmiańskiego i starostwa mozyrskiego. Te jednak Bogusław Radziwiłł szybko spieniężył. Werbunek wojska przynosił mu spore dochody, a kolejny urząd niczego nie wnosił. W trakcie powstania na Ukrainie Radziwiłł swoje regimenty do działań wojennych wprowadził dość późno, bo dopiero w 1651, kiedy to stanął na ich czele jako dowódca wojsk cudzoziemskich w bitwie pod Beresteczkiem. Po śmierci hetmana wielkiego koronnego Mikołaja Potockiego otrzymał pod komendę Bar, uzyskując dodatkowo starostwo barskie i starostwo brańskie. Kupił także starostwo brodnickie. W międzyczasie uzupełniał braki i kompletował nowe pułki.
W 1652 nie wziął udziału w wyprawie pod Batohem, która skończyła się klęską wojsk Rzeczypospolitej, gdyż prowadził spór z księdzem Janem Uszyńskim, plebanem węgrowskim, przed trybunałem w Piotrkowie. Dopiero w 1653, na polecenie króla, Bogusław Radziwiłł przybył do Lwowa i brał udział razem z Janem II Kazimierzem w podróży na Podole, do Żwańca. W kolejnym roku wysłał swoich pełnomocników na sejm Rzeszy w Ratyzbonie, na którym zamierzał bronić praw Radziwiłłów do tytułu książęcego. W 1652 był posłem na sejmie Rzeczypospolitej w Warszawie, na którym klient Radziwiłłów, Władysław Wiktoryn Siciński, wstrzymał obrady, nie dopuszczając do ich kontynuowania.
Podczas wojny polsko-moskiewskiej w 1655 Bogusław Radziwiłł uczestniczył w oblężeniu Mohylewa oraz był odpowiedzialny za budowę fortyfikacji Słucka (do rozwoju tego miasta wiele się przyczynił, wyjednał u króla 27 sierpnia 1650 przywilej na prawo magdeburskie na wieczne czasy, za jego poparciem w mieście osiedli licznie Szkoci). Wieść o wkroczeniu wojsk szwedzkich i kolejnej wojnie zastała go w Wilnie, gdzie przeniósł na czas letni swoją kwaterę.

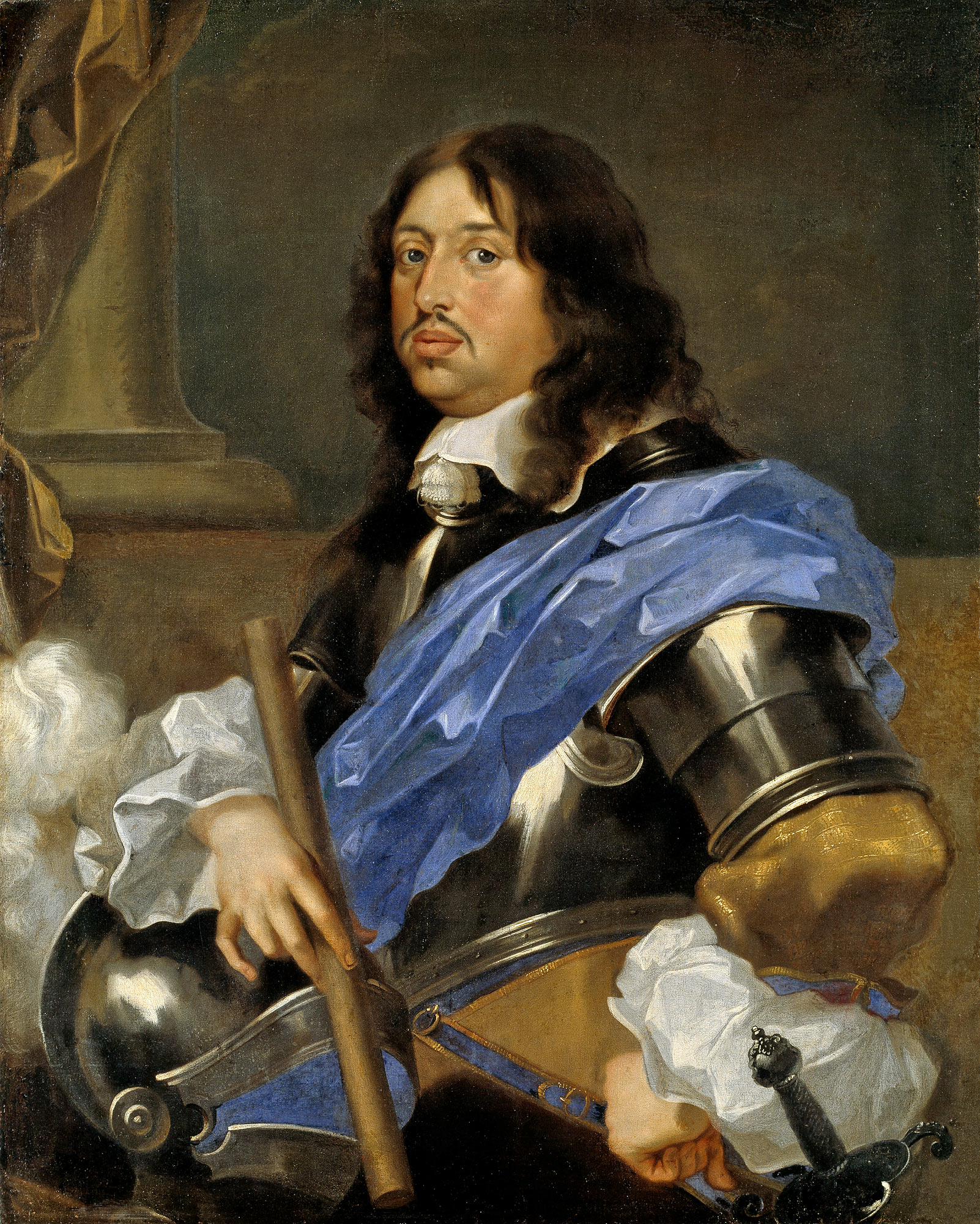
Karol X Gustaw, król szwedzki, któremu Bogusław Radziwiłł 31 grudnia 1655 w Pasłęku oddał się pod komendę podczas potopu

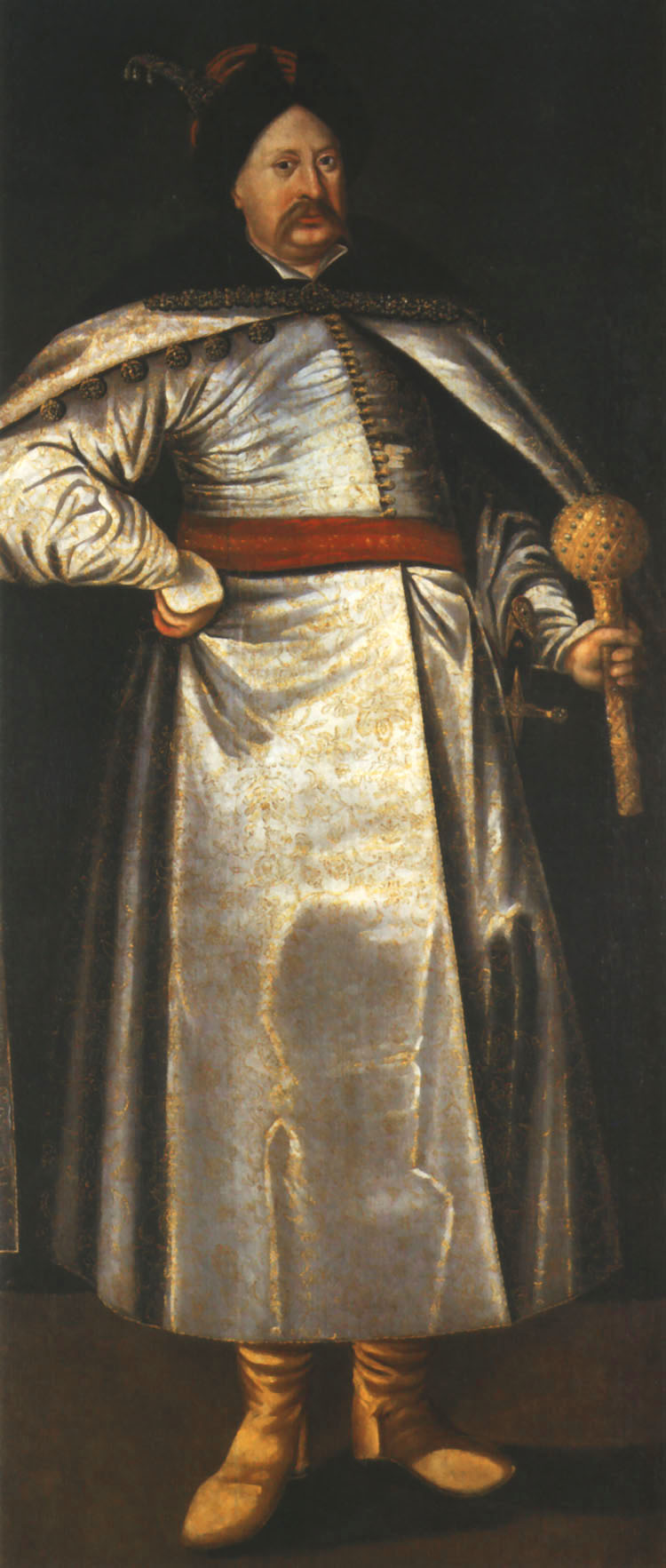
Janusz Radziwiłł, hetman wielki litewski, brat stryjeczny i teść Bogusława Radziwiłła, inicjator umowy kiejdańskiej, w której Wielkie Księstwo Litewskie zostało zhołdowane Karolowi X Gustawowi

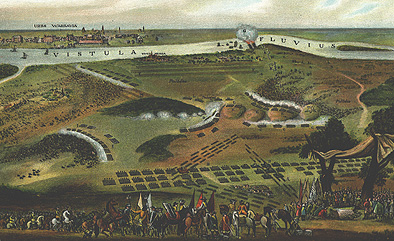
Bitwa pod Warszawą

### Potop szwedzki
Bogusław kontynuował strategię polityczną Mikołaja Radziwiłła Czarnego, który dążył do uniezależnienia Litwy od Korony pod panowaniem Radziwiłłów. W przededniu wojny ze Szwecją i nieuniknionej klęski Rzeczypospolitej w wojnie z Moskwą Bogusław Radziwiłł coraz śmielej zaczął odsuwać się od przyjaźni z dworem królewskim. Szukał aliansu ze spokrewnionym z nim przez matkę księciem-elektorem brandenburskim. Poparł także plany kuzyna Janusza Radziwiłła i zgłosił gotowość pertraktacji z Karolem X Gustawem, gdy wojska szwedzkie wkroczyły przez Kurlandię na Litwę. Nie określił jednak swojego stanowiska i cały czas grał na dwa fronty. W 1655 – po tym, jak Janusz Radziwiłł podpisał lenną deklarację w Kiejdanach i wojska moskiewskie zajęły Wilno – Bogusław Radziwiłł wycofał się na Podlasie, gdzie oczekiwał dalszego rozwoju sytuacji. Gdy król Jan II Kazimierz dowiedział się o jego korespondencji i próbie przejścia na stronę szwedzką wraz z Januszem Radziwiłłem, dopiero wtedy Bogusław rozpoczął działania mające charakter jawnej zdrady i walki o stworzenie udzielnego księstwa radziwiłłowskiego na Litwie. Podjęta przez niego próba opanowania dla siebie Podlasia nie powiodła się jednak zupełnie, gdyż przeciwko Radziwiłłowi podniosła rewoltę miejscowa szlachta, sprzyjająca Sapiehom. Również próba zajęcia województwa nowogródzkiego pod pretekstem wojny z armią moskiewską nie doszła do skutku.
W grudniu 1655 Bogusław Radziwiłł z Podlasia przez Mazowsze udał się ze swoimi oddziałami do Prus Książęcych. 31 grudnia 1655 w Pasłęku spotkał się z królem szwedzkim Karolem X Gustawem i oddał pod jego komendę. W tym samym dniu zmarł w Tykocinie Janusz Radziwiłł, co zmusiło Bogusława (oprócz prowadzenia pertraktacji ze Szwedami) do zajęcia się odziedziczonym majątkiem. Na początku 1656 powrócił na Mazowsze i rozpoczął działania wojenne na Podlasiu. Rozbił chorągwie lojalne wobec Sapiehów i króla polskiego, a następnie, 26 lutego 1656, wkroczył triumfalnie do Tykocina, gdzie znajdował się skarbiec Radziwiłłów. Następnie rozpoczął marsz na południe w kierunku Bugu z zamiarem zajęcia zamku w Janowie Podlaskim. Bitwa pod Janowem była niefortunna dla Bogusława Radziwiłła i zmusiła go do wycofania się na zachód celem oczekiwania na posiłki szwedzkie. W kwietniu 1656 Bogusław Radziwiłł znalazł się ze swoim wojskiem pod twierdzą w Brześciu Litewskim. Podczas tej wyprawy do niewoli radziwiłłowskiej dostał się wojewoda brzeskolitewski Maksymilian Brzozowski. Doszło również do spustoszenia przez jego wojska okolicznych majątków szlacheckich. W kwietniu 1656 ruszyła spod Lublina przeciwko niemu ofensywa Pawła Sapiehy. Aby uniknąć konfrontacji z liczniejszą armią przeciwnika, Bogusław Radziwiłł wycofał się ze swoimi oddziałami w kierunku Mazowsza. Na Wielkanoc 1656 był już w Warszawie, gdzie 17 kwietnia 1656 spotkał się ponownie z królem szwedzkim Karolem X Gustawem i pozostał u jego boku przez najbliższe cztery miesiące jako podkomendny w stopniu feldmarszałka. Wznowiono pertraktacje w sprawie nadań dla księcia. Bogusław Radziwiłł otrzymał wówczas majątki w Prusach Królewskich oraz miasta: Nowe Miasto Lubawskie, Bratian, Golub i Skarszewy. Poza tym przysługiwała mu roczna pensja w wysokości 10 000 talarów. Ofiarowanego mu Torunia nie przyjął.
Podczas pobytu przy królu szwedzkim dwór monarszy przygotowywał dla Bogusława Radziwiłła ewentualną możliwość wżenienia go w któryś z rodów panujących. Proponowano mu małżeństwo z Anną Dorotą, córką księcia holsztyńskiego Fryderyka III, lub z Eleonorą, siostrą Karola X Gustawa. Z żadnej jednak z tych propozycji nie skorzystał. Radziwiłł w tym czasie bowiem już kalkulował, że musi sobie szukać nowego protektora, gdyż sytuacja operującej na ziemiach polskich armii szwedzkiej diametralnie się zmieniała. 1 lipca 1656 skapitulował szwedzki garnizon w Warszawie. Karol X Gustaw, bawiący do tej pory na Pomorzu, zmuszony był cofnąć znaczną część swojego wojska na południe, aby odzyskać to ważne strategicznie miasto. Rozbił się obozem pod Nowym Dworem Mazowieckim. W kwaterze tej przebywał również Bogusław Radziwiłł, któremu powierzono pójście z odsieczą Tykocinowi, oblężonemu przez wojska lojalne wobec Jana II Kazimierza. Twierdzę tę książę Radziwiłł odzyskał 13 lipca 1656. Nie pozostał w niej jednak długo, ewakuował z niej skarbiec radziwiłłowski i powrócił na Mazowsze. Zanim jednak przybył do wojsk Karola X Gustawa, zdążył jeszcze podjąć się korespondencji z atamanem kozackim, Bohdanem Chmielnickim, od którego oczekiwał pomocy w obronie Słucka, leżącego w litewskich dobrach Radziwiłłów, które chcieli przejąć Sapiehowie. W dniach 28–30 lipca 1656 Bogusław Radziwiłł brał udział w zwycięskiej bitwie Karola X Gustawa o Warszawę. Po jej zakończeniu był mediatorem między Rzecząpospolitą a stroną szwedzką w sprawie żądań terytorialnych stawianych przez okupanta wobec Korony Polskiej. Był to ostatni moment, kiedy Radziwiłł lojalnie jeszcze służył Szwedom. Coraz bowiem śmielej zaczął książę Bogusław szukać drogi wyjścia z zawartych układów. Jan II Kazimierz Waza, wyczuwając zamiary magnata, proponował mu w tym czasie powrót do łask i służby przy dworze polskim.
Na jesieni 1656 Bogusław Radziwiłł ponownie ruszył z odsieczą oblężonemu Tykocinowi. Operował wraz z wojskami szwedzkimi na północnym Mazowszu i na Podlasiu. W październiku 1656 połączył się z siłami brandenburskiego generała Georga Friedricha Waldecka, który rozstawił się obozem nad rzeką Łęg. Próba przeprawy podjęta 8 października 1656 zakończyła się klęską. Oddział prusko-szwedzki trafił na zasadzkę wojsk tatarsko-litewskich pod komendą Gabriela Wojniłłowicza. W bitwie pod Prostkami Bogusław Radziwiłł został ranny i wzięty do niewoli przez oddział Tatarów. Następnie stał się jeńcem Wincentego Gosiewskiego. Radziwiłł złożył hetmanowi przyrzeczenie lojalności wobec króla polskiego i odstąpienia od Szwedów, nie odzyskał jednak wolności. Wszczęto wobec niego postępowanie sądowe i skazano go na infamię. Więźniem taboru armii litewskiej książę Bogusław był do 22 października 1656. Wtedy to został odbity przez generałów Georga Friedricha Waldecka i Gustawa Otto Stenbocka w bitwie pod Filipowem. Po uwolnieniu udał się do Prus Książęcych. Przebywając w Królewcu starał się uporządkować sprawy majątkowe. Przyjął postawę neutralności wobec toczących się wydarzeń w Rzeczypospolitej. Rozważał możliwość pogodzenia się z królem polskim, wybrał jednak służbę u księcia-elektora brandenburskiego. Zaważyła być może na tym perspektywa zdobyczy terytorialnej, jaką otwierały przed nim prowadzone w tym czasie rokowania w Siedmiogrodzie. 6 grudnia 1656 w Radnot zawarty został traktat między Szwecją a Siedmiogrodem o ewentualnym podziale ziem Rzeczypospolitej i przystąpieniu do wojny księcia Jerzego II Rakoczego po stronie Karola X Gustawa. Na mocy tych porozumień zainteresowany sprawą i korespondujący z sygnatariuszami paktu przez posłów szwedzkich Bogusław Radziwiłł miał otrzymać w dziedziczne władanie województwo nowogródzkie (które i tak w 1/5 było jego własnością). Chociaż uważał, że jako spadkobierca Janusza Radziwiłła powinien uzyskać wszystkie ziemie, które jego kuzyn miał zagwarantowane w umowie kiejdańskiej z 1655.

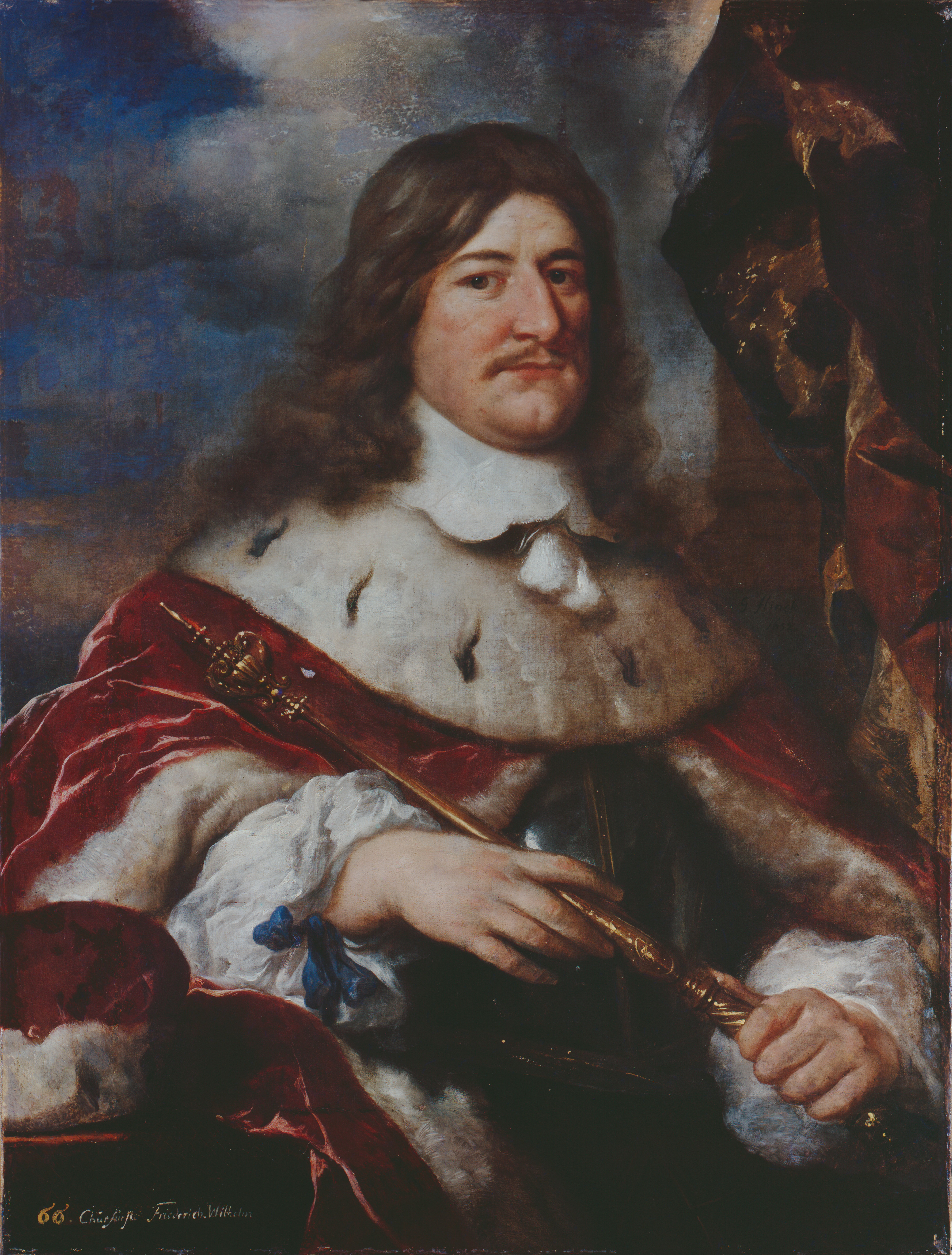
Fryderyk Wilhelm Hohenzollern „Wielki Elektor”, elektor brandenburski i książę pruski, kuzyn Bogusława Radziwiłła, któremu ofiarował urząd generalnego namiestnika Prus Książęcych

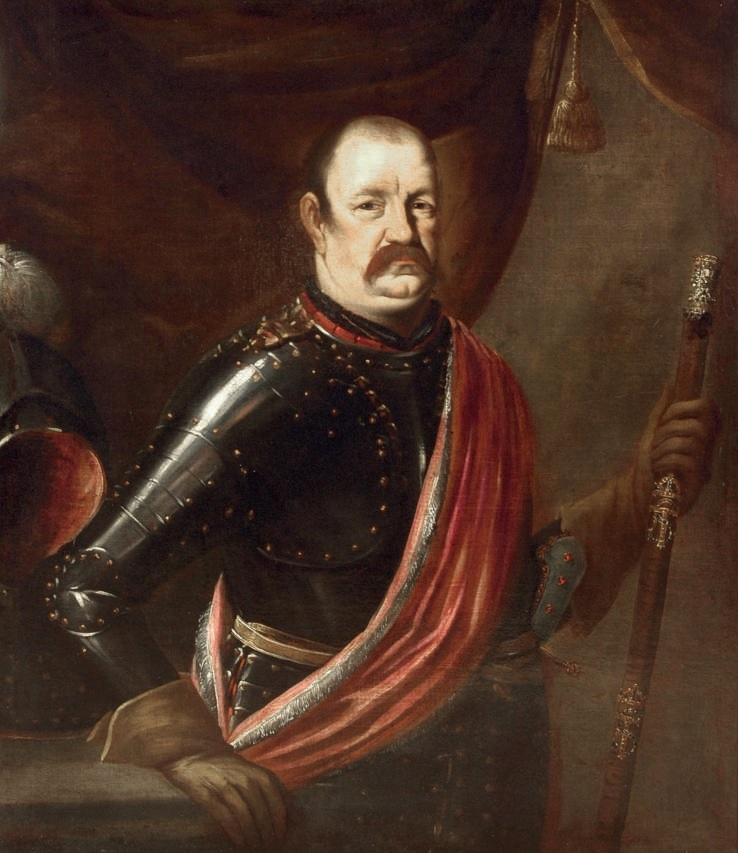
Jerzy Sebastian Lubomirski, hetman polny koronny, przywódca rokoszu Lubomirskiego, z którym Bogusław Radziwiłł próbował stworzyć wspólne antykrólewskie stronnictwo polityczne

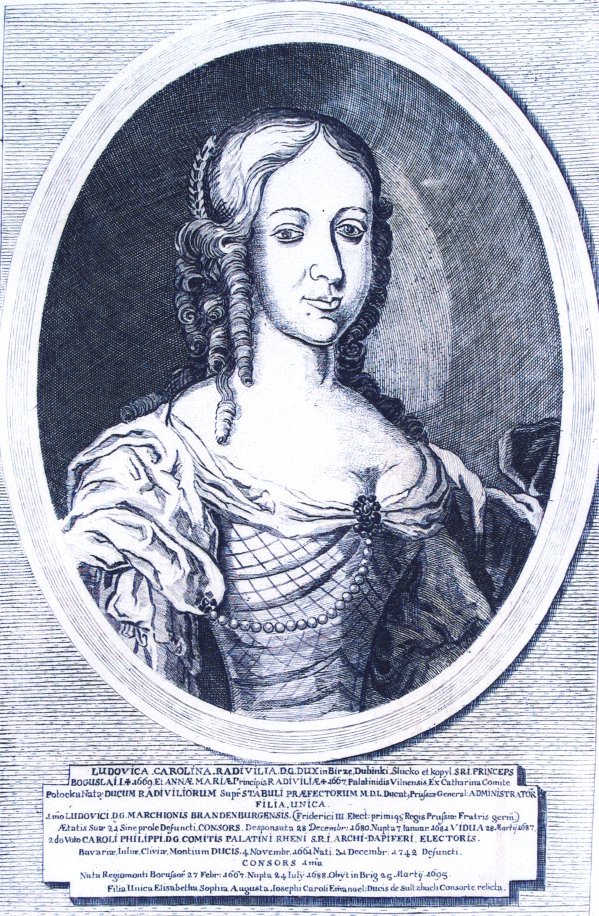
Ludwika Karolina Radziwiłłówna, jedyna córka i spadkobierczyni Bogusława Radziwiłła

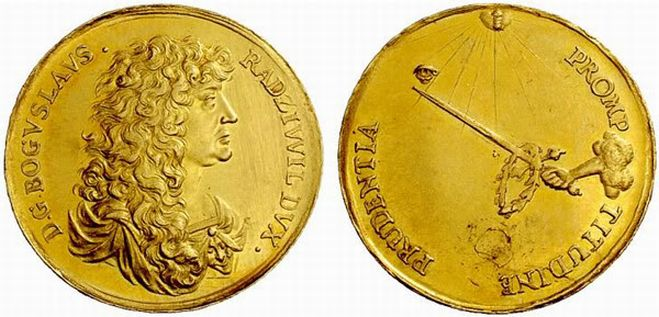
D.G. Boguslaus Radziwil Dux

### Generalny namiestnik Prus Książęcych
W 1657 wojska siedmiogrodzkie poniosły klęskę. Jerzy II Rakoczy wycofał swoją armię z Rzeczypospolitej. Odwrót sił z ziem okupowanych zaczęli również Szwedzi. 19 września 1657 w Welawie, a później 6 listopada 1657 w Bydgoszczy książę elektor brandenburski przy wydatnej pomocy Bogusława Radziwiłła podpisał traktaty welawsko-bydgoskie z królem polskim, na mocy których Brandenburgia zobowiązała się do podjęcia działań wojennych przeciwko Szwecji. Radziwiłł, zdradziwszy króla szwedzkiego i uznawany zdrajcą w Rzeczypospolitej, oddał się pod opiekę Fryderyka Wilhelma Hohenzollerna.
Dzięki wstawiennictwu swojego wpływowego kuzyna odzyskał dobre imię, utracone majątki oraz amnestię dla swoich stronników. Książę pruski za wkład Bogusława w rokowania pokojowe i zasługi dla domu Hohenzollernów podniósł go do godności generalnego namiestnika Prus Książęcych oraz przekazał mu dowództwo nad armią pruską. Bogusław Radziwiłł jako zarządca suwerennego państwa, odpowiedzialny tylko przed elektorem, stał się znów potężnym magnatem Rzeczypospolitej, mającym ogromny wpływ na kontrolę handlu litewskim zbożem.
Jako gubernator wykonywał ściśle polecenia Wielkiego Elektora. Do 1658 zwlekał z podjęciem walki z armią szwedzką na Żuławach. Przystąpił do niej dopiero pod koniec roku, operując wojskami nad Zalewem Wiślanym i na Warmii.
W lecie 1658 Bogusław Radziwiłł powrócił do Rzeczypospolitej. Przyjechał do Warszawy, aby uczestniczyć w obradach Sejmu. Szukał porozumienia i przyjaźni z dworem Jana II Kazimierza Wazy. Zawarł sojusz polityczny ze swoim dotychczasowym wrogiem Krzysztofem Pacem przeciwko Pawłowi Sapieże, który skonfiskował jego majętności na Litwie i zablokował jego kandydaturę na hetmana w miejsce Wincentego Gosiewskiego. Na sejmie Bogusław Radziwiłł został zasypany pozwami sądowymi szlachty, która domagała się od niego rekompensat wojennych. Procesy te ciągnęły się latami i większość z nich jeszcze po śmierci księcia nie doczekała się końca.
Podczas pobytu w Koronie Bogusław Radziwiłł wykorzystywał wpływy w celu odbudowania swojego stronnictwa politycznego na Litwie i odzyskania dóbr odziedziczonych po Januszu Radziwille. W tej ostatniej sprawie używał wszystkich możliwych środków. W 1659 wojska radziwiłłowskie dokonały zajazdu na Birże. W 1660 tą samą taktyką Bogusław Radziwiłł zajął majątki na Podlasiu i Rusi Czarnej, które przyznał mu pokój w Oliwie.
Poseł ziemi bielskiej na sejm 1661 roku. Na sejmie w 1661 Bogusław Radziwiłł opowiedział się za możliwością wyboru króla vivente rege i sprzyjał stronnictwu francuskiemu wysuwającemu kandydaturę królewską księcia de Condé, Ludwika II. Z drugiej strony wypowiedział się stanowczo w obronie praw protestantów, których był protektorem. Szczególnie kalwinów i tej grupy braci polskich, która zmieniła wyznanie, aby uniknąć sankcji przewidzianych przez ustawy antytrynitarskie. Poseł na sejm 1662 roku z powiatu mińskiego. Swoje stanowisko w obronie innowierców powtórzył także na sejmie w 1662, kiedy to stanął w obronie posła konwertyty Jana Mierzeńskiego. W tym samym roku starał się o buławę hetmana polnego litewskiego.
Lata 1661–1663 były dla księcia Radziwiłła okresem walki w Prusach Książęcych ze stanami, które wypowiedziały się przeciwko oderwaniu i niezależności Prus od Rzeczypospolitej. Bogusław Radziwiłł blokował próby kontaktów szlachty i mieszczaństwa tego kraju z królem polskim i sejmem, obstawiał drogi wojskiem i zarządził blokadę morską Królewca, który był siedzibą konfederatów. Przyczynił się do aresztowania i osadzenia w więzieniu przywódcy buntu, Hieronima Rotha. W 1663 uczestniczył w Wielkim Landtagu, na którym poparł absolutystyczne zamiary Wielkiego Elektora. Zajął się także ustatkowaniem swojego życia. Podjął podróż do Niemiec, gdzie zabiegał o rękę księżniczki z dynastii orańskiej, Marii. Wobec sytuacji spadkowej we własnym rodzie zdecydował się jednak na małżeństwo z Anną Marią Radziwiłłówną, córką i spadkobierczynią Janusza Radziwiłła.
Ślub Bogusława Radziwiłła i Anny, poprzedzony dyspensą papieską z uwagi na katolickie wyznanie panny młodej, odbył się 24 listopada 1665 w Lipawie. Ze związku tego przyszła na świat 27 lutego 1667 Ludwika Karolina Radziwiłłówna, która z powodu nagłej śmierci matki 24 marca 1667 została przekazana przez księcia Bogusława na wychowanie Radziwiłłom z linii na Ołyce i Nieświeżu. Od tej pory w nich też upatrywał swoich potencjalnych spadkobierców, gdyż zdecydował się żyć w celibacie.
Był elektorem Michała Korybuta Wiśniowieckiego z województwa nowogródzkiego i z ziemi bielskiej w 1669 roku i posłem ziemi bielskiej na sejm elekcyjny 1669 roku.
Ostatnie lata życia Bogusław Radziwiłł poświęcił umacnianiu swojej pozycji politycznej w Rzeczypospolitej i rozbudowywaniu stronnictwa radziwiłłowskiego na Litwie. W latach 1663–1664 korespondował z rokoszaninem Jerzym Sebastianem Lubomirskim. Porzucił jednak z nim współpracę, gdy dwór królewski zaczął w Wielkim Księstwie Litewskim ustanawiać nowe porządki, związane z obsadą wakansów na najwyższych urzędach państwowych. Poseł sejmiku powiatu wiłkomierskiego jesienny 1666.
Zmiana układu sił na korzyść rodu Paców wymusiła na księciu Bogusławie Radziwille sprzysiężenie się przeciw nim z kuzynem Michałem Kazimierzem Radziwiłłem. Koalicja ta doprowadziła do zerwania Sejmu w 1666, skłócenia króla polskiego z Krzysztofem Pacem, a następnie, na początku 1668, do krótkotrwałego sojuszu dworu z Radziwiłłami; kulminacją tego aliansu było spotkanie senatorów litewskich z Janem II Kazimierzem w Białej Podlaskiej.
Po abdykacji Jana II Kazimierza, w 1668, popierał do polskiej korony kandydaturę palatyna reńskiego Filipa Wilhelma.
Po abdykacji ostatniego Wazy Bogusław Radziwiłł uczestniczył w konwokacji jako poseł ziemi bielskiej i członek rady interrexa. Był członkiem konfederacji generalnej zawiązanej 5 listopada 1668 roku na sejmie konwokacyjnym. Był także posłem Rzeczypospolitej do Wielkiego Elektora i ponownie występował w interesie protestantów. Podczas elekcji w 1669 Bogusław Radziwiłł wraz z Michałem Kazimierzem Radziwiłłem starli się w rywalizacji politycznej z rodem Paców. Podczas burzliwych obrad doszło nawet do zgłoszenia kandydatury księcia Bogusława na elekta przez część województw litewskich pod warunkiem, że przejdzie na katolicyzm. Ostatecznie jednak działania posłów z Korony i biskupów przesunęły szalę zwycięstwa na korzyść Michała Korybuta Wiśniowieckiego. Po tych wydarzeniach Bogusław Radziwiłł udał się do Prus Książęcych i na Warmię. Przygotowywał plany polityczne przeciw wzrostowi potęgi Paców, szykował się do podróży na sejmik elekcyjny do Brańska, gdzie spodziewał się zostać obrany posłem. Nie doczekał jednak tego ostatniego wydarzenia, gdyż trzy dni przed wyjazdem na Podlasie, podczas polowania na kuropatwy pod Królewcem 31 grudnia 1669, nagle zmarł, rażony apopleksją. Jego następcą na urzędzie namiestnika generalnego Prus Książęcych został ostatni biskup kamieński, książę Ernest Bogusław von Croy.
Bogusław Radziwiłł pochowany został w katedrze Najświętszej Marii Panny i św. Wojciecha w Królewcu, gdzie do dziś, mimo znacznych zniszczeń tej świątyni w czasie II wojny światowej, zachował się fragment jego nagrobka.

## Genealogia
|  |                                  |  |  |  |  |  |  |  |  |  |  |  |  |  |  |  |
|  | Jerzy Radziwiłł Herkules         |  |  |  |  |  |  |  |  |  |  |  |  |  |  |  |
|  |                                  |  |  |  |  |  |  |  |  |  |  |  |  |  |  |  |
|  |                                  |  |  |  |  |  |  |  |  |  |  |  |  |  |  |  |
|  | Mikołaj Radziwiłł Rudy           |  |  |  |  |  |  |  |  |  |  |  |  |  |  |  |
|  |                                  |  |  |  |  |  |  |  |  |  |  |  |  |  |  |  |
|  |                                  |  |  |  |  |  |  |  |  |  |  |  |  |  |  |  |
|  | Barbara Kola                     |  |  |  |  |  |  |  |  |  |  |  |  |  |  |  |
|  |                                  |  |  |  |  |  |  |  |  |  |  |  |  |  |  |  |
|  |                                  |  |  |  |  |  |  |  |  |  |  |  |  |  |  |  |
|  | Krzysztof Radziwiłł Piorun       |  |  |  |  |  |  |  |  |  |  |  |  |  |  |  |
|  |                                  |  |  |  |  |  |  |  |  |  |  |  |  |  |  |  |
|  |                                  |  |  |  |  |  |  |  |  |  |  |  |  |  |  |  |
|  | Jan Tomicki                      |  |  |  |  |  |  |  |  |  |  |  |  |  |  |  |
|  |                                  |  |  |  |  |  |  |  |  |  |  |  |  |  |  |  |
|  |                                  |  |  |  |  |  |  |  |  |  |  |  |  |  |  |  |
|  | Katarzyna Tomicka                |  |  |  |  |  |  |  |  |  |  |  |  |  |  |  |
|  |                                  |  |  |  |  |  |  |  |  |  |  |  |  |  |  |  |
|  |                                  |  |  |  |  |  |  |  |  |  |  |  |  |  |  |  |
|  | Barbara Potulicka                |  |  |  |  |  |  |  |  |  |  |  |  |  |  |  |
|  |                                  |  |  |  |  |  |  |  |  |  |  |  |  |  |  |  |
|  |                                  |  |  |  |  |  |  |  |  |  |  |  |  |  |  |  |
|  | Janusz Radziwiłł                 |  |  |  |  |  |  |  |  |  |  |  |  |  |  |  |
|  |                                  |  |  |  |  |  |  |  |  |  |  |  |  |  |  |  |
|  |                                  |  |  |  |  |  |  |  |  |  |  |  |  |  |  |  |
|  | Konstanty Ostrogski              |  |  |  |  |  |  |  |  |  |  |  |  |  |  |  |
|  |                                  |  |  |  |  |  |  |  |  |  |  |  |  |  |  |  |
|  |                                  |  |  |  |  |  |  |  |  |  |  |  |  |  |  |  |
|  | Konstanty Wasyl Ostrogski        |  |  |  |  |  |  |  |  |  |  |  |  |  |  |  |
|  |                                  |  |  |  |  |  |  |  |  |  |  |  |  |  |  |  |
|  |                                  |  |  |  |  |  |  |  |  |  |  |  |  |  |  |  |
|  | Aleksandra Olelkowicz Słucka     |  |  |  |  |  |  |  |  |  |  |  |  |  |  |  |
|  |                                  |  |  |  |  |  |  |  |  |  |  |  |  |  |  |  |
|  |                                  |  |  |  |  |  |  |  |  |  |  |  |  |  |  |  |
|  | Katarzyna Ostrogska              |  |  |  |  |  |  |  |  |  |  |  |  |  |  |  |
|  |                                  |  |  |  |  |  |  |  |  |  |  |  |  |  |  |  |
|  |                                  |  |  |  |  |  |  |  |  |  |  |  |  |  |  |  |
|  | Jan Amor Tarnowski               |  |  |  |  |  |  |  |  |  |  |  |  |  |  |  |
|  |                                  |  |  |  |  |  |  |  |  |  |  |  |  |  |  |  |
|  |                                  |  |  |  |  |  |  |  |  |  |  |  |  |  |  |  |
|  | Zofia Tarnowska                  |  |  |  |  |  |  |  |  |  |  |  |  |  |  |  |
|  |                                  |  |  |  |  |  |  |  |  |  |  |  |  |  |  |  |
|  |                                  |  |  |  |  |  |  |  |  |  |  |  |  |  |  |  |
|  | Zofia Szydłowiecka               |  |  |  |  |  |  |  |  |  |  |  |  |  |  |  |
|  |                                  |  |  |  |  |  |  |  |  |  |  |  |  |  |  |  |
|  |                                  |  |  |  |  |  |  |  |  |  |  |  |  |  |  |  |
|  | Bogusław Radziwiłł               |  |  |  |  |  |  |  |  |  |  |  |  |  |  |  |
|  |                                  |  |  |  |  |  |  |  |  |  |  |  |  |  |  |  |
|  |                                  |  |  |  |  |  |  |  |  |  |  |  |  |  |  |  |
|  | Joachim I Nestor                 |  |  |  |  |  |  |  |  |  |  |  |  |  |  |  |
|  |                                  |  |  |  |  |  |  |  |  |  |  |  |  |  |  |  |
|  |                                  |  |  |  |  |  |  |  |  |  |  |  |  |  |  |  |
|  | Joachim II Hektor                |  |  |  |  |  |  |  |  |  |  |  |  |  |  |  |
|  |                                  |  |  |  |  |  |  |  |  |  |  |  |  |  |  |  |
|  |                                  |  |  |  |  |  |  |  |  |  |  |  |  |  |  |  |
|  | Elżbieta Oldenburg               |  |  |  |  |  |  |  |  |  |  |  |  |  |  |  |
|  |                                  |  |  |  |  |  |  |  |  |  |  |  |  |  |  |  |
|  |                                  |  |  |  |  |  |  |  |  |  |  |  |  |  |  |  |
|  | Jan Jerzy Hohenzollern           |  |  |  |  |  |  |  |  |  |  |  |  |  |  |  |
|  |                                  |  |  |  |  |  |  |  |  |  |  |  |  |  |  |  |
|  |                                  |  |  |  |  |  |  |  |  |  |  |  |  |  |  |  |
|  | Jerzy Brodaty                    |  |  |  |  |  |  |  |  |  |  |  |  |  |  |  |
|  |                                  |  |  |  |  |  |  |  |  |  |  |  |  |  |  |  |
|  |                                  |  |  |  |  |  |  |  |  |  |  |  |  |  |  |  |
|  | Magdalena Wettyn                 |  |  |  |  |  |  |  |  |  |  |  |  |  |  |  |
|  |                                  |  |  |  |  |  |  |  |  |  |  |  |  |  |  |  |
|  |                                  |  |  |  |  |  |  |  |  |  |  |  |  |  |  |  |
|  | Barbara Jagiellonka              |  |  |  |  |  |  |  |  |  |  |  |  |  |  |  |
|  |                                  |  |  |  |  |  |  |  |  |  |  |  |  |  |  |  |
|  |                                  |  |  |  |  |  |  |  |  |  |  |  |  |  |  |  |
|  | Elżbieta Zofia Hohenzollern      |  |  |  |  |  |  |  |  |  |  |  |  |  |  |  |
|  |                                  |  |  |  |  |  |  |  |  |  |  |  |  |  |  |  |
|  |                                  |  |  |  |  |  |  |  |  |  |  |  |  |  |  |  |
|  | Jan V, książę Anhalt-Zerbst      |  |  |  |  |  |  |  |  |  |  |  |  |  |  |  |
|  |                                  |  |  |  |  |  |  |  |  |  |  |  |  |  |  |  |
|  |                                  |  |  |  |  |  |  |  |  |  |  |  |  |  |  |  |
|  | Joachim Ernest Anhalt-Zerbst     |  |  |  |  |  |  |  |  |  |  |  |  |  |  |  |
|  |                                  |  |  |  |  |  |  |  |  |  |  |  |  |  |  |  |
|  |                                  |  |  |  |  |  |  |  |  |  |  |  |  |  |  |  |
|  | Małgorzata Brandenburska         |  |  |  |  |  |  |  |  |  |  |  |  |  |  |  |
|  |                                  |  |  |  |  |  |  |  |  |  |  |  |  |  |  |  |
|  |                                  |  |  |  |  |  |  |  |  |  |  |  |  |  |  |  |
|  | Elżbieta Anhalcka                |  |  |  |  |  |  |  |  |  |  |  |  |  |  |  |
|  |                                  |  |  |  |  |  |  |  |  |  |  |  |  |  |  |  |
|  |                                  |  |  |  |  |  |  |  |  |  |  |  |  |  |  |  |
|  | Wolfgang I von Barby             |  |  |  |  |  |  |  |  |  |  |  |  |  |  |  |
|  |                                  |  |  |  |  |  |  |  |  |  |  |  |  |  |  |  |
|  |                                  |  |  |  |  |  |  |  |  |  |  |  |  |  |  |  |
|  | Agnieszka von Barby-Mühlingen    |  |  |  |  |  |  |  |  |  |  |  |  |  |  |  |
|  |                                  |  |  |  |  |  |  |  |  |  |  |  |  |  |  |  |
|  |                                  |  |  |  |  |  |  |  |  |  |  |  |  |  |  |  |
|  | Agnieszka von Mansfeld-Mittelort |  |  |  |  |  |  |  |  |  |  |  |  |  |  |  |
|  |                                  |  |  |  |  |  |  |  |  |  |  |  |  |  |  |  |
|  |                                  |  |  |  |  |  |  |  |  |  |  |  |  |  |  |  |